# Винсън (масив)
Масивът Винсън (на английски: Vinson Massif) е най-високата планина в Антарктида. Намира се на около 1200 km от Южния полюс. Масивът е дълъг около 21 km и широк около 13 km. Със своите 5140 (4892 m - височина на твърдата скала) Маунт Винсън е най-високата точка на масива. Открит е през 1957 г., по време на наблюдения от въздуха, провеждани от американски пилоти. Впоследствие е наречен в чест на Карл Винсон, американски политик.